# Euphorbia malleata
Euphorbia malleata är en törelväxtart som beskrevs av Pierre Edmond Boissier. Euphorbia malleata ingår i släktet törlar, och familjen törelväxter. Inga underarter finns listade i Catalogue of Life.